# Erythrina eggersii
Erythrina eggersii là một cây leo hoặc cây gỗ thuộc họ Fabaceae tiếng Anh thường gọi là Cock's-spur, Espuelo de Gallo, hoặc Pinon Espinoso. Đây là loài bản địa của Puerto Rico, quần đảo British Virgin (Jost Van Dyke) và quần đảo Virgin thuộc Mỹ, nơi chúng hiện đang bị đe dọa vì mất môi trường sống.